# SLB (entreprise)
Pour les articles homonymes, voir Schlumberger.
SLB, anciennement Schlumberger, est une entreprise française multinationale de services et équipements pétroliers.
Elle fut fondée en France sous le nom de « Société de prospection électrique » en 1926 par deux Alsaciens, les frères Conrad et Marcel Schlumberger, grâce à leurs idées innovantes pour détecter différents types de roches par conductivité électrique.
La société (100 000 employés dans le monde dont 1 200 en France) est désormais installée aux Antilles néerlandaises, mais ses principaux bureaux (sièges) sont situés à Houston, Paris, et La Haye avec un centre de recherche et développement à Clamart. La société Schlumberger est cotée à la Bourse de Paris, à la Bourse de New York, à la Bourse d'Amsterdam, ainsi qu'à la Bourse de Zurich.

## Histoire
En 1926, la société est créée en tant que Société de prospection électrique (SPE) par Conrad et Marcel Schlumberger. En 1934, Schlumberger Well Surveying Corporation (désormais Schlumberger Wireline) est créée. En 1940, à cause de la guerre en Europe, le siège est transféré à Houston (Texas).
En 1948, Schlumberger inaugure le centre de recherche de Ridgefield, Connecticut. En 1956, Schlumberger Limited est fondée à Curaçao en tant que holding regroupant toutes les branches de Schlumberger. En 1960, Dowell Schlumberger est créé par Schlumberger et Dow Chemical.
En 1970, Schlumberger prend le contrôle de la Compagnie des compteurs qui devient « Compteurs Schlumberger ». En 1979, Schlumberger acquiert Fairchild Semiconductor pour 425 millions de dollars. En 1985, Schlumberger crée l'entreprise de forage Sedco Forex Drilling Company. En 1987, Schlumberger vend Fairchild à National Semiconductor pour 122 millions de dollars. En 1992, Schlumberger acquiert GeoQuest Systems, puis en 1998, Camco International.
En 2000, WesternGeco, filiale de Geco-Prakla, une division de Schlumberger, crée en coentreprise avec Baker Hughes. En 2001, Schlumberger acquiert l'entreprise du secteur technologies de l'information et de la communication de Sema, pour 5,2 milliards de dollars. 
En 2001, Schlumberger cesse ses activités de comptage et décide de se séparer de sa branche compteurs, acquise en 1970. Cela donne alors naissance à la société Actaris. En 2003, Parkeon est créée à la suite de la cession de la division parking et billettique. En 2004, Schlumberger revend Sema à Atos Origin pour 1,5 milliard de dollars US.
En 2005, Schlumberger acquiert Waterloo Hydrogeologic. En 2006, Schlumberger acquiert des 30 % de participation de Baker Hughes dans WesternGeco, désormais à 100 % sa filiale. En 2007, Schlumberger acquiert plusieurs entreprises en Europe : Tyumenpromgeofizika, Eastern Echo, Insensys, V.I.P.S. et InnerLogix. La même année, Schlumberger termine le rachat de Geosystem, entreprise italienne.
En 2009, Schlumberger rachete l'intégralité des actions de Techsia SA basée en France à Montpellier. Le centre de Digital de Montpellier (ex-Techsia), connue pour son logiciel phare Techlog TM , devient alors le pôle d'excellence des logiciels d'interprétation de pétrophysique pour Schlumberger dans les domaines de l'exploration et de la production.
En 2010, Schlumberger s'offre la pépite Geoservices, leader mondial du mud logging, présidé par Philippe Salle, qui quittera le groupe après une année d'intégration.
En janvier 2015, en raison de la chute des prix du pétrole, Schlumberger annonce vouloir supprimer 9 000 emplois. Le même mois, Schlumberger annonce l'acquisition de 45,65 % de Eurasia Drilling, une entreprise para-pétrolière russe, pour 1,7 milliard de dollars, dans un contexte économique tendu entre la Russie et l'Occident. Le 16 avril 2015, la société annonce la suppression de 11 000 emplois supplémentaires, portant à 20 000 le nombre de salariés licenciés en l'espace de quelques mois.
En août 2015, Schlumberger acquiert Cameron International, une entreprise parapétrolière américaine, pour 14,8 milliards de dollars en échange d'actions et en liquidités (Cameron et Schlumberger avaient annoncé en 2012 la création de OneSubsea). Cette acquisition est justifiée dans une optique de réduction de coût selon les dirigeants de Schlumberger. Au total sur l'année 2015, l'entreprise s'est séparée de 34 000 employés, dont 10 000 lors du quatrième trismestre de 2015.
Le 24 juillet 2020, la société annonce se séparer de 21 000 salariés ce qui représente un quart de ses effectifs, à la suite d'une nouvelle perte nette de 3,43 milliards de dollars au second trimestre 2020.
Le 24 octobre 2022, Schlumberger a changé d'identité en devenant SLB, et a annoncé se réorienter en une entreprise technologique mondiale axée sur l’innovation énergétique. SLB se concentrera désormais sur quatre domaines :
- Les nouveaux systèmes énergétiques
- La décarbonisation industrielle
- Le numérique à grande échelle
- L’innovation pétrolière et gazière

En avril 2024, SLB annonce l'acquisition de ChampionX, une entreprise américaine de services pétroliers, pour 7,75 milliards de dollars.

## Géosciences et partenariats universitaires
Le groupe dispose de partenariats avec diverses institutions universitaires et a créé plusieurs centres de formation interne accueillant 1 200 personnes/jour (dont 500 pour le seul campus Schlumberger d’Abu Dhabi). En 2008, hors forage et logging, environ 10 % de l'effectif est consacré aux géosciences (géologues, géophysiciens et ingénieurs de réservoirs).

## Direction

### Direction exécutive
- Olivier Le Peuch, directeur général (CEO)
- Stephane Biguet, Chief Financial Officer (CFO)
- Ashok Belani, Executive Vice President Technology[21]
- Jean-François Poupeau, Corporate Engagement
- Alex Juden, Secretary and General Counsel
- Patrick Schorn, Executive Vice President – Wells
- Khaled Al Mogharbel, Executive Vice President – Operations
- Hinda Gharbi, Executive Vice President – Reservoir & Infrastructure

### Dirigeants historiques
- Conrad et Marcel Schlumberger : 1926-1936
- Marcel Schlumberger : 1936-1946
- Pierre Schlumberger : 1946-1965
- Jean Riboud : 1965-1985
- Roland Genin
- Michel Vaillaud : 1985-1986
- Euan Baird : 1986-2003
- Andrew Gould : 2003-2011
- Paal Kibsgaard[22]: 2011-2019
- Olivier Le Peuch : 2019-aujourd'hui

## Polémique

### Russie
Selon le groupe de défense des droits de l'homme Business & Human Rights Resource Centre, Schlumberger a suscité une réaction brutale de ses employés russes en coopérant activement à leur conscription pour participer à la guerre en Ukraine. L'entreprise agit en effet comme un conduit pour l'armée russe en transmettant à ses employés russes leurs avis de conscription militaire sur leur lieu de travail (la procédure s'applique à toutes les entreprises en Russie) et en refusant qu'ils puissent travailler à distance de façon à échapper à la conscription. Schlumberger n'aurait pas non plus fait de demande de sursis militaires pour ses employés. L'entreprise employait 9000 personnes en Russie, (soit environ 10% de ses effectifs mondiaux) mais à l'automne 2022 a déjà perdu des dizaines d'entre eux, ayant quitté leur poste pour échapper à la conscription.